# I Am the Best
"I Am the Best" (hangul: 내가 제일 잘 나가, "Naega Jeil Jal Naga") är en singel från den sydkoreanska musikgruppen 2NE1. Den gavs ut den 24 juni 2011 för digital nedladdning som en singel från gruppens EP-skiva 2NE1 2nd Mini Album. Låten skrevs och producerades av Teddy Park och gavs ut av gruppens skivbolag YG Entertainment. Delar av låten släpptes varje dag med start den 19 juni, fem dagar inför premiären. Musikvideon planerades att släppas samma dag som singeln men den försenades och släpptes istället den 27 juni då den laddades up på Youtube. Videon hade där i februari 2013 fått fler än 63,5 miljoner visningar.
Låten debuterade på fjärde plats på Gaon Chart den 25 juni trots att den släppts redan dagen innan. Veckan efter, den 2 juli, toppade den listan. Med fler än 3,5 miljoner digitala kopior sålda blev den landets sjunde mest sålda singel år 2011. Låten vann priset för "årets sång" vid Mnet Asian Music Awards år 2011.

## Listplaceringar
| Lista                 | Topplacering |
| --------------------- | ------------ |
| Sydkorea (Gaon Chart) | 1            |